# Saša Živec
Saša Živec (Šempeter pri Gorici, 1991. április 2. –) szlovén válogatott labdarúgó, a lengyel Zagłębie Lubin csatárja.

## Pályafutása

### Klubcsapatokban
Živec a mai Szlovénia területén lévő, Šempeter pri Gorici városában született. Az ifjúsági pályafutását a Gorica és a Bilje csapatában kezdte, majd a Primorje akadémiájánál folytatta.
2009-ben mutatkozott be a Primorje felnőtt keretében. 2011-ben a bolgár CSZKA Szófiához, majd 2012-ben a Domžaléhez szerződött. 2013-ban a Gorica csapatát erősítette kölcsönben. 2014-ben a lengyel első osztályban érdekelt Piast Gliwicéhez igazolt. 2018-ban a ciprusi Omóniához csatlakozott. 2019. július 1-jén szerződést kötött a Zagłębie Lubin együttesével. Először a 2019. július 26-ai, Górnik Zabrze ellen 1–0-ra elvesztett mérkőzés 59. percében, Damjan Bohar cseréjeként lépett pályára. Első gólját 2019. augusztus 10-én, a Arka Gdynia ellen hazai pályán 2–0-ás győzelemmel zárult találkozón szerezte meg.

### A válogatottban
Živec az U19-es és az U21-es korosztályú válogatottakban is képviselte Szlovéniát.
2020-ban debütált a felnőtt válogatottban. Először a 2020. szeptember 3-ai, Görögország ellen 0–0-ás döntetlennel zárult mérkőzés 52. percében, Rajko Repet váltva lépett pályára.

## Statisztikák
2023. február 19. szerint
| Klub           | Szezon   | Osztály                | Bajnokság | Bajnokság | Kupa  | Kupa | Nemzetközi | Nemzetközi | Összesen | Összesen |
| Klub           | Szezon   | Osztály                | Meccs     | Gól       | Meccs | Gól  | Meccs      | Gól        | Meccs    | Gól      |
| -------------- | -------- | ---------------------- | --------- | --------- | ----- | ---- | ---------- | ---------- | -------- | -------- |
| Piast Gliwice  | 2014–15  | Ekstraklasa            | 19        | 0         | 2     | 0    | —          | —          | 21       | 0        |
| Piast Gliwice  | 2015–16  | Ekstraklasa            | 26        | 5         | 0     | 0    | —          | —          | 26       | 5        |
| Piast Gliwice  | 2016–17  | Ekstraklasa            | 31        | 4         | 0     | 0    | 1          | 0          | 32       | 4        |
| Piast Gliwice  | 2017–18  | Ekstraklasa            | 26        | 6         | 2     | 0    | —          | —          | 28       | 6        |
| Piast Gliwice  | Összesen | Összesen               | 102       | 15        | 4     | 0    | 1          | 0          | 107      | 15       |
| Omónia         | 2018–19  | Cypriot First Division | 12        | 0         | 0     | 0    | —          | —          | 12       | 0        |
| Zagłębie Lubin | 2019–20  | Ekstraklasa            | 33        | 9         | 2     | 1    | —          | —          | 35       | 10       |
| Zagłębie Lubin | 2020–21  | Ekstraklasa            | 11        | 0         | 0     | 0    | —          | —          | 11       | 0        |
| Zagłębie Lubin | 2021–22  | Ekstraklasa            | 18        | 2         | 2     | 0    | —          | —          | 20       | 2        |
| Zagłębie Lubin | 2022–23  | Ekstraklasa            | 5         | 1         | 0     | 0    | —          | —          | 5        | 1        |
| Zagłębie Lubin | Összesen | Összesen               | 67        | 12        | 4     | 1    | 0          | 0          | 71       | 13       |
| Összesen       | Összesen | Összesen               | 181       | 27        | 8     | 1    | 1          | 0          | 190      | 28       |

### A válogatottban
| Válogatott | Év       | Pályára lépés | Gól |
| ---------- | -------- | ------------- | --- |
| Szlovénia  | 2020     | 2             | 0   |
| Összesen   | Összesen | 2             | 0   |